# غريس ماكالوم
غريس آن مكالوم (ولدت في 30 أكتوبر 2002) هي لاعبة جمباز فني أمريكية مثلت الولايات المتحدة في دورة الألعاب الأولمبية الصيفية 2020 وفازت بالميدالية الفضية في حدث الفريق. وهي بطلة الجمباز الفردي في بطولة عموم أمريكا 2018 وبطولة باسيفيك ريم 2018، وبطلة العارضة غير المتساوية في بطولة عموم أمريكا 2018، وكانت عضوًا في فريق الجمباز الأمريكي الذي فاز بالميدالية الذهبية في بطولة العالم 2018 و2019 وبطولة عموم أمريكا 2018.

## روابط خارجية
- غريس ماكالوم في الاتحاد الدولي للجمباز

- غريس ماكالوم على موقع الاتحاد الأمريكي للجمباز
- غريس ماكالوم في اللجنة الأولمبية الدولية
- غريس ماكالوم في موقع أوليمبيديا